# 布蘭肯湖
52°13′35″N 13°7′15″E / 52.22639°N 13.12083°E

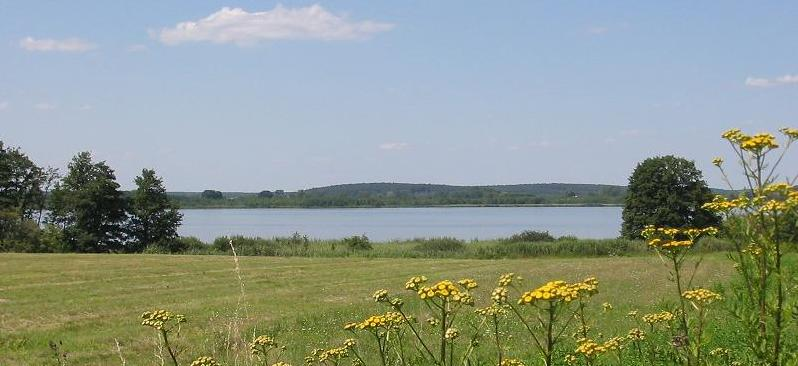

布蘭肯湖（德語：Blankensee），是德國的湖泊，位於該國東北部，由勃蘭登堡州負責管轄，處於特雷賓，面積2.8平方公里，海拔高度34米，最大水深57米，水體容量1,900萬立方米。